# Grobnik (Slunj)
Grobnik je naselje u Republici Hrvatskoj, u sastavu grada Slunja, Karlovačka županija. 

## Stanovništvo
Prema popisu stanovništva iz 2001. godine, naselje je imalo 28 stanovnika te 12 obiteljskih kućanstava.

Prema popisu stanovništva 2011. godine naselje je imalo 20 stanovnika.
| broj stanovnika | 113   | 123   | 111   | 130   | 119   | 113   | 101   | 115   | 78    | 77    | 72    | 63    |       |       | 28    | 20    | 10    |
|                 | 1857. | 1869. | 1880. | 1890. | 1900. | 1910. | 1921. | 1931. | 1948. | 1953. | 1961. | 1971. | 1981. | 1991. | 2001. | 2011. | 2021. |